# Guillaume Alexandre Tronson du Coudray

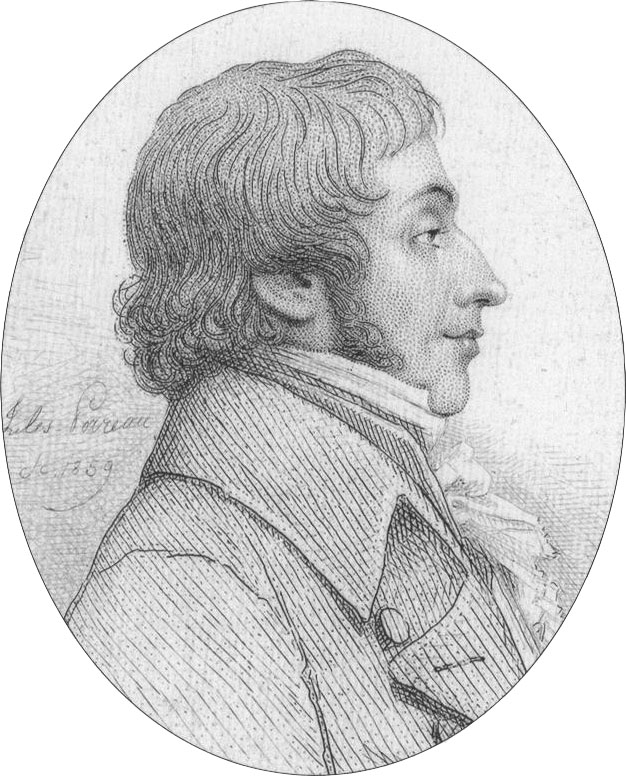
Guillaume Alexandre Tronson du Coudray

Guillaume Alexandre Tronson du Coudray (* 18. November 1750 in Reims; † 27. Mai 1798 in Sinnamary, Französisch-Guyana) war ein französischer Jurist und Rechtsanwalt.

## Leben

### Familie und Ausbildung
Guillaume Alexandre Tronson du Coudray wurde als Sohn von Nicolas Tronson (* 1708) und dessen Ehefrau Marie Madeleine Sutaine (1718–1754) geboren. Er stammte aus einer kinderreichen Familie von insgesamt zehn Kindern. Er hatte fünf Brüder und vier Schwestern zu Geschwistern. Sein Vater, Nicolas Tronson, Seigneur du Coudray, war Bürgerkapitän (capitaine de bourgeoisie), ab 1750 Beigeordneter (échevin) der Stadt Reims (1750) und Kaufmann. Einer seiner Brüder war der französische Offizier und Militär Philippe Charles Jean Baptiste Tronson du Coudray (1738–1777).
Guillaume Alexandre Tronson du Coudray besuchte zunächst ein katholisches Knabenseminar (petit séminaire) und studierte anschließend, nachdem er ein Stipendium erhalten hatte, Rechtswissenschaften an der Universität Reims. Im Alter von 25 Jahren schloss er sein Studium mit dem Lizentiat der Rechte ab. Er trat dann in ein französisches Handelshaus ein, für das er ausgedehnte Geschäftsreisen nach Deutschland, Polen und in das Russische Reich unternahm. Nachdem er gezwungen war, einen Prozess gegen seinen eigenen Dienstherrn zu führen, verließ er das Handelsunternehmen und ließ sich als Rechtsanwalt (avocat) nieder.
Im Juni 1789 heiratete er Alexandrine Françoise Nau (1770–1846), die Tochter eines Königlichen Sekretärs. Aus der Ehe gingen drei Kinder hervor, zwei Söhne und eine Tochter.

### Tätigkeit als Anwalt
Guillaume Alexandre Tronson du Coudray erwarb sich großes Ansehen als Verteidiger und durch sein Plädoyer in der „Affaire Solar“ (1779), einem Prozess über einen Justizirrtum, sowie in dem Verleumdungsprozess des Grafen von Broglie gegen den Abbé Georgel (1779), und, obwohl er hierbei unterlag, in der „Affaire Sanois“, einem Skandalprozess in den Jahren 1786/1787.
Während der Französischen Revolution bot er sich dem Nationalkonvent als Verteidiger für König Ludwig XVI. an, wurde jedoch abgelehnt. Gemeinsam mit Claude François Chauveau-Lagarde war er im Oktober 1793 Strafverteidiger von Marie Antoinette beim Prozess gegen die „Witwe Capet“ wegen Hochverrats und Unzucht vor dem Revolutionstribunal. Er war außerdem Verteidiger im Prozess gegen die Notabeln aus Nantes (1794), wo er dank seines ergreifenden Plädoyers einen Freispruch aller seiner Mandanten erreichen konnte.

### Politische Ämter
Während der Terrorherrschaft der Französischen Revolution wurde er inhaftiert. Unter dem Direktorium wurde er, nachdem er freigelassen worden war, im Jahre 1795 zum Deputierten für das Département Seine-et-Oise im Rat der Fünfhundert (Conseil des Cinq-Cents) gewählt. Guillaume Alexandre Tronson du Coudray galt „als einer der angesehensten Parlamentsadvokaten“. Im 1797 wurde er Sekretär (secrétaire) dieser Gesetzgebungskörperschaft, in der er sich insbesondere für die Beachtung der Justiz und der Verfassung einsetzte.
Nach dem Staatsstreich des 18. Fructidor V (4. September 1797) wurde er der Sympathie für das Königtum verdächtigt und nach Französisch-Guyana deportiert, wo er etwa ein Jahr später, im Mai 1798, verstarb.